# Вила ди Тирано
Вѝла ди Тира̀но (на италиански: Villa di Tirano, на западноломбардски: Vila de Tiràn, Вила де Тиран) е малко градче и община в Северна Италия, провинция Сондрио, регион Ломбардия. Разположено е на 406 m надморска височина. Населението на общината е 2984 души (към 2010 г.).